# OLD
OLD – amerykański zespół metalowy założony w 1986, rozwiązany w 2002. Tworzyli go Alan Dubin (śpiew) i James Plotkin (gitara, gitara basowa); obaj po rozpadzie OLD zostali członkami formacji Khanate.

## Skład

### W momencie rozpadu
- James Plotkin (gitara)
- Alan Dubin (śpiew)

### Byli członkowie
- Jason Everman (gitara basowa)
- Herschel Gaer (gitara basowa)
- Ralph Pimentel (perkusja)

## Dyskografia[1]
Wszystkie albumy zostały wydane przez Earache Records, chyba że zaznaczono inaczej.
- Old Lady Drivers (LP), 1988
- Colostomy Grab-Bag (Singel), 1989
- Assuck/Old Lady Drivers (Split), 1990 (No System Records)
- Demo 1990 (wydany niezależnie)
- Lo Flux Tube (LP), 1991
- Hold On To Your Face (remixy) (Full-length), 1993
- The Musical Dimension of Sleastak (LP), 1993
- Formula (LP), 1995